# پوس مالزی
پوس مالزی (انگلیسی: Pos Malaysia) شرکت دولتی پست مالزیایی است، که در سال ۱۹۹۲ تأسیس شد.